# Mataram
Mataram är en stad på västra Lombok i Indonesien. Den är administrativ huvudort för provinsen Nusa Tenggara Barat och har cirka en halv miljon invånare.